# Liceo (scuola)
Il liceo è una scuola secondaria di secondo grado nata in Europa nel XIX secolo, a carattere formativo e culturale, concepita allo scopo di preparare gli studenti all'istruzione superiore piuttosto che all’esercizio di una professione.
In Italia esistono sette tipologie di liceo, tutte quinquennali                                                                    liceo classico, liceo scientifico, liceo linguistico, liceo delle scienze umane, Liceo artistico, liceo musicale e coreutico e liceo del made in Italy.

## Storia
Napoleone Bonaparte soppresse le Ecoles Centrales e nel 1802 istituì i licei, sul modello delle Realschule, per accogliere gli adolescenti in grado di leggere e scrivere al fine di prepararli, attraverso cinque o sei anni di studio, alle scuole speciali successive. Essi differivano dagli istituti di istruzione secondaria che si sarebbero affermati nei paesi protestanti: se i secondi sarebbero stati più orientati alla cultura generale e più indirizzati verso l'insegnamento tecnico-scientifico e delle lingue moderne, i primi erano specializzati nell'insegnamento delle discipline umanistiche, come grammatica, retorica e filosofia.

## Etimologia
Il nome "liceo" deriva dalla scuola di Atene fondata da Aristotele nel nel 335 a.C.. La scuola era detta "Liceo" perché situata vicino al santuario di Apollo Licio. Il santuario, luogo di ritrovo e di esercizio, dove Aristotele e i suoi allievi, svilupparono la "scuola peripatetica", cioè un'area alberata da passeggio per discutere sotto il "peripato". Il "peripato" non è un termine botanico specifico, ma il nome del percorso, si pensa che la pianta principale di questo percorso fosse il lauro o alloro. Da qui il l'etimologia di laurea universitaria. Infatti, il liceo e l'università erano in passato ritenuti percorsi formativi correlati tra loro.

## Nel mondo

### Francia
I corsi del lycée terminano normalmente con esami nazionali: il Baccalauréat, il Brevet d'études professionnelles (BEP) o il Certificat d'aptitude professionnelle (CAP). Tuttavia, anche alcuni corsi propedeutici a scuole superiori, come il brevetto di tecnico superiore, le classi preparatorie alle grandes écoles e le classi preparatorie al diploma di contabilità e gestione sono, in parte, organizzati dai licei. 
Nel 2013 erano presenti in Francia:
- 1 513 licei generali e tecnologici;
- 1 086 licei professionali;
- 218 licei agrari;
- 12 licei nautici;
- 6 licei militari.

### Italia
Alla tradizione umanistica si ispirò anche il ginnasio-liceo introdotto in Italia dalla legge Casati e rimasto pressoché invariato almeno fino alla fine del XX secolo. Il ginnasio-liceo comprendeva due gradi: un primo biennio qui incentrato su lingua italiana, latino, greco, letteratura, aritmetica e storia, e un secondo triennio che integrava con filosofia, fisica e storia naturale. Nella struttura dell'istruzione secondaria italiana, Casati aveva previsto anche un indirizzo di studi tecnici e una scuola per la preparazione degli insegnanti di scuola elementare, ma il cardine fondamentale della scuola secondaria rimaneva il liceo, che rappresentava l'unico mezzo per accedere agli studi universitari; questa impostazione rispondeva alla scelta ideologica e sociologica di formare le future classi dirigenti tramite il liceo, mentre gli istituti tecnici e magistrali sarebbero stati appannaggio dei ceti inferiori. Nel 1911, dopo una breve parentesi che vide l'istituzione dei licei moderni, fu creato il ginnasio-liceo moderno in cui al greco era sostituita una lingua straniera.
Il settore degli studi secondari fu rivisto dalla riforma Gentile del 1923, che proseguì nel solco della concezione aristrocratica e rafforzò la dicotomia tra istruzione propriamente detta e istruzione tecnico-professionale, con la trasformazione delle scuole tecniche in scuole di avviamento al lavoro. Tra le novità più significative in merito ai licei, ci fu la sostituzione delle sezioni fisico-matematiche degli istituti tecnici e delle sezioni del liceo moderno con il liceo scientifico. Inoltre, nell'ambito della formazione artistica, furono istituite da un lato scuole e istituti d'arte, per l'addestramento al lavoro e alla produzione artistica, e i licei artistici e le accademie dall'altro, per uno studio dell'arte indipendente dalle applicazioni nell'industria.
Una parziale applicazione della Carta della scuola del 1939 portò all'unificazione dei corsi inferiori del ginnasio, degli istituti tecnici e dell'istituto magistrale. Nei decenni successivi l'assetto volto alla preminenza del liceo classico fu ulteriormente scardinato dalle riforme che investirono la scuola complementare di avviamento professionale. La legge del 31 dicembre 1962, n. 1859 fuse la scuola media con quella di avviamento professionale e la legge dell'11 dicembre 1969, n. 910 consentiva ai diplomati di tutte le scuole superiori di accedere all'università in Italia - con un anno integrativo per le scuole quadriennali.
Per l'anno scolastico 2024-2025 venne attivato il liceo del Made in Italy.